# أحمد محمود حسن

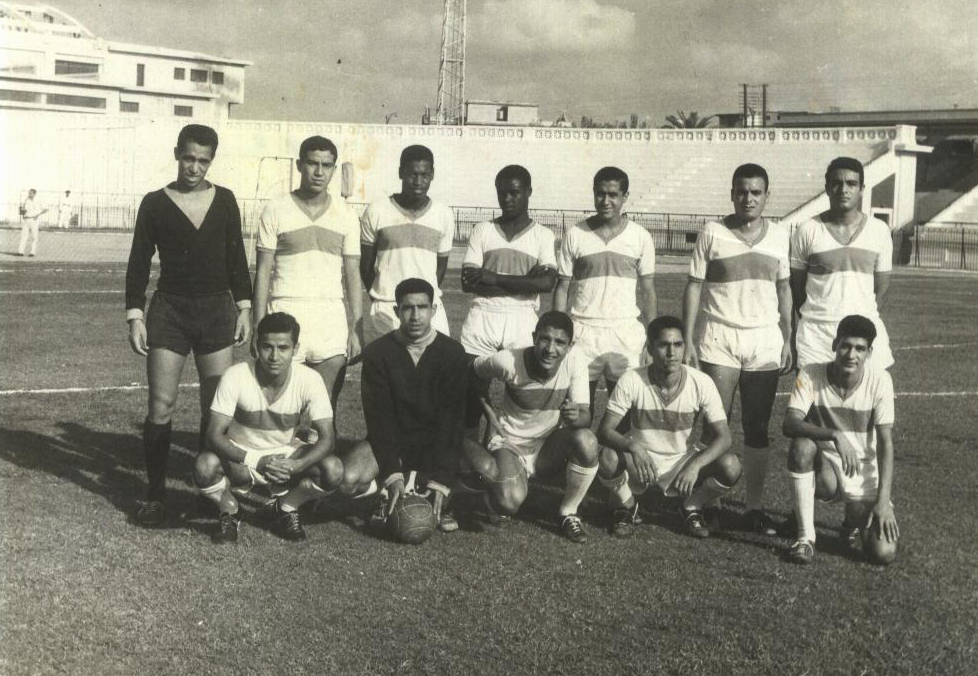
صورة لفريق الأشبال بالنادي الأوليمبي بعد فوزه علي نادي الاتحاد السكندري عام 1965

أحمد محمود حسن السيد الشهير بـ أحمد زنجر (17 نوفمبر 1944 - 7 أكتوبر 2014)، لاعب كرة قدم مصري معتزل، كان يلعب في صفوف نادي الأوليمبي السكندري وشارك ايضاً مع منتخب مصر لكرة القدم.
استطاع مع نادي الأوليمبي تحقيق لقب الدوري المصري الممتاز موسم 1965–66.

## نشأته وحياته
ولد سنة 1944 في منطقة محرم بك في الإسكندرية. التحق بالمدرسة المحمودية الثانوية التجارية في محرم بك. عشق لعب كرة القدم منذ الصغر فكان يلعب الكرة باستمرار في الشارع إلى أن أصبح أحد أشهر لاعبي منطقة محرم بك في «الكرة الشراب». إلى أن اكتشفه الحاج شتا ليضمه إلى فريق الأشبال في نادي الأوليمبي السكندري وأصبح مقيداً رسمياً عام 1959, وقد أصبح مشهوراً بـ أحمد زنجر نسبةً إلي اللاعب الأفريقي زنجر نظراً لسماره الشديد.
انضم إلى الفريق الأول عام 1964 ، حيث كان يضم اللاعبين سعيد قطب وعز الدين يعقوب وأحمد محمد كلاوي ومحمود بكر وبدوي عبد الفتاح وحلمي سليمان وعادل محمد حميدة وسعيد أحمد النحاس وسعد موسي وسلامة محمد خليل الشهر بـ الزنجيري وغيرهم.
وتلقي عدة عروض في أندية كبرى للعب في الفريق الأول ومنها الاتحاد السكندري ونادي الترسانة (مصر) ونادي دمياط ولكن النادي الأوليمبي رفض الاستغناء عنه.
شارك في الفريق الأول في نادي حرس الحدود عام 1970 - 1972 ثم انتقل إلى نادي القناة عام 1975 - 1976 بعد تعيينه موظف في مكتب صحة بنها ، ثم انتقل للعمل بالشركة الشرقية للأقطان في الإسكندرية. وعرض عليه العمل في الأكاديمية العربية للعلوم والتكنولوجيا والنقل البحري ولكنه رفض السفر لأن مقرها الرئيسي كان في تونس. عمل كضابط إداري أول ممتاز في الشركة المصرية للملاحة البحرية ولعب باسم الشركة في دوري الشركات عام 1985.

## حياته التدريبية
عمل كإداري للفريق الأول في نادي شركة الشحن والتفريغ عام 1990، ثم عمل كمدرب في مركز شباب المعمورة عام 2010 ونادي أبو قير الرياضي عام 2010.

## وفاته
وافته المنية في 7 أكتوبر 2014.

## إنجازاته
مع نادي الأوليمبي
- فاز ببطولة الدوري عام 1965 - 1966.[3]
- كأس مصر (الوصيف).

## الجوائز التقديرية
- حصل علي كأس الروح الرياضية مع الفريق المشارك ببطولة دوري أبطال أفريقيا.
- تم تصنيفه من أبطال الجمهورية لكرة القدم في كتاب عمالقة الزمن الجميل لنادي قدامي الرياضيين عام 2002.
- تم تكريمه بدرع في الحفل المئوي[4] للـ نادي الأوليمبي من قِبل رئيس النادي الدكتور كرم الكردي عام 2006.